# Voyage Century Online
Voyage Century Online – komputerowa gra MMORPG, stworzona przez firmę Snail Game i wydana przez firmę Internet Gaming Gate 22 grudnia 2006 roku. W grze istnieje pięć serwerów (Marco Polo, Columbus, Magellan i Da Gama & James Cook, Zeng He). Najwięcej graczy skupia serwer Columbus. Podstawowa rozgrywka jest darmowa, istnieje jednak możliwość nabycia specjalnych przedmiotów.
Gra została wydana w Chinach, Korei, Tajwanie, Tajlandii i innych krajach Dalekiego Wschodu, a także w Stanach Zjednoczonych i w Europie.

## Historia
Przed premierą angielskojęzycznej wersji gry, Voyage Century Online była dostępna dla graczy z Chin, Południowej Korei i Niemiec. Otwarty dla 1000 graczy test wersji alfa rozpoczął się 8 grudnia 2006 r., a otwarta wersja beta została udostępniona 22 grudnia 2006 r. Pełna wersja gry została wydana 8 kwietnia 2007 r.

## Istota gry
VCO jest grą marynistyczną i duża jej część rozgrywa się na morzach i oceanach, ale czas można też spędzać na lądzie – w miastach portowych i na wyspach. Każdy gracz wraz ze wzrostem poziomu umiejętności uzyskuje dostęp do coraz lepszych broni, uniformów, kapeluszy, narzędzi itd. Ekwipunek można kupować od NPC i od innych graczy, albo produkować samemu. Istnieje możliwość postawienia własnego straganu. Można zająć się uprawą roli, wydobyciem surowców, szyciem ubrań, wytwarzaniem broni, tworzeniem elementów ulepszających statek, eksploracją i handlem. Istnieje także możliwość bycia piratem lub korsarzem w służbie jednego z państw i podbijania portów.
Na statku można zamontować różne rodzaje dział i używać różnych rodzajów amunicji, a także taranować przeciwnika, oplątywać go linami i dokonywać abordażu. W grze istnieją trzy rodzaje statków: odkrywcze, wojenne i kupieckie. Każdy rodzaj dzieli się na 13 klas. Od najmniejszych jachtów po ogromne okręty liniowe i chińskie dżonki.
Jednym z aspektów VCO jest możliwość dokonywania odkryć, co premiowane jest reputacją i pieniędzmi.
Świat gry obejmuje znaczną większość świata rzeczywistego. Płynąć można zarówno do Hamburga czy Oslo, jak i do Japonii, Chin czy na Tortugę. Istnieje także możliwość eksplorowania miejsc fantastycznych takich jak Hurricane Island (miejsce, gdzie żyją dinozaury) czy Possedonia (Miasto znajdujące się pod wodą).